# Nintendo Platform Technology Development
Nintendo Platform Technology Development est une branche interne à la société Nintendo basée à Kyōto. Elle est fondée en 2015 et résulte de la fusion des divisions Nintendo Integrated Research and Development et Nintendo System Development.

## Histoire
La division Nintendo Platform Technology Development est fondée le 16 septembre 2015 à la suite de la restructuration de ses studios internes lors de la prise de fonction de Tatsumi Kimishima en tant que PDG de la société Nintendo. Elle résulte de la fusion des divisions Nintendo Integrated Research and Development (IRD) et Nintendo System Development (SDD).
La nouvelle division assume à la fois les rôles de ses prédécesseurs. Ko Shiota, ancien directeur général adjoint de la division IRD, sert en tant que directeur général, tandis que Takeshi Shimada, ancien directeur général adjoint du Software Environment Development Department au sein du SDD, sert la même fonction.

## Produits
| Titre           | Description                            | Année de sortie |
| --------------- | -------------------------------------- | --------------- |
| Nintendo Switch | Console de jeu hybride portable/salon. | 2017            |
| Pokémon Go Plus | Bracelet bluetooth pour Pokémon GO.    | 2016            |